# Octaviania lamingtonensis
Octaviania lamingtonensis är en svampart som först beskrevs av J.W. Cribb, och fick sitt nu gällande namn av Pegler & T.W.K. Young 1979. Octaviania lamingtonensis ingår i släktet Octaviania och familjen Boletaceae.   Inga underarter finns listade i Catalogue of Life.